# Збагачувальна фабрика Ласайл
Збагачувальна фабрика Ласайл — підприємство оманської рудної промисловості, яке діє на півночі країни.
У 1980-х роках оманська державна компанія Oman Mining Company (OMCO) розпочала видобуток мідних руд на рудниках Ласайл, Байда та Аарджа. Їхню продукцію доправляли на збагачувальну фабрику Ласайл, що мала добову потужність на рівні 3500 тонн руди та могла збільшувати вміст міді в продукті з 2—3 % до 18—24 %. Отриманий мідний концентрат спрямовували на розташований поруч мідеплавильний завод тієї ж компанії. Станом на 1994-й розробка цих рудників припинилась через вичерпання запасів, а в 1998-му збагачувальну фабрику закрили.
У 2000-х фабрику в Ласайл викупила компанія National Mining Company (з 2010-го відома як Mawarid Mining) зі складу групи Mohammed Al Barwani LLC. Новий власник готувався до розробки мідних родовищ Хатта та Шінас, а тому потребував збагачувальних потужностей. Надалі Mawarid Mining також запустила рудники Мандус та Сафва. Станом на осінь 2011-го фабрика в Ласайл переробляла понад 3 тисячі тонн руди на добу. Концентрат відправляли на експорт або спрямовували на сусідній мідеплавильний завод, який залишився у власності OMCO.
Наразі розробка згаданих рудників Mawarid Mining припинилась, при цьому збагачувальна фабрика в Ласайл отримала з них близько 6 млн тонн руди та випустила 700 тисяч тонн концентрату з сукупним вмістом міді 124 тисячі тонн. Втім, підприємство й далі працюватиме, оскільки Mawarid Mining збирається в першій половині 2020-х ввести в дію рудник Аль-Гузайн.